# Syrianos
Syrianos (en grec Συριανός, en latin Syrianus]) était un philosophe grec néoplatonicien du Ve s. Il fut le disciple de Plutarque d'Athènes, qui avait fondé l'école néoplatonicienne d'Athènes vers 380-400. Il avait pour condisciple Hiéroclès d'Alexandrie, qui fondera vers 430 l'école néoplatonicienne d'Alexandrie. Il devint le deuxième scolarque, recteur, de l'école, à la mort de Plutarque d'Athènes en 432. Il fut le commentateur de Platon et d'Aristote. Il eut pour disciples Hermias d'Alexandrie et Proclos, plus tard Domninos de Larissa, qui dévia du platonisme et s'entendit mal avec Proclos, et Marinos de Néapolis, le biographe et successeur de Proclos. Proclos tenait Plutarque d'Athènes pour son "grand-père", Syrianos pour son "père". Syrianos est mort en 437 ou 438 : alors Proclos lui succéda comme troisième scolarque et Hermias d'Alexandrie retourna à Alexandrie.

## Philosophie
Le premier, Syrianos, voulut accorder toutes les théologies. Il a écrit un Accord entre Orphée, Pythagore, Platon et les Oracles chaldaïques, traité terminé par Proclos. Selon Proclos, son exégèse diffère de celle de Porphyre en ceci qu'il s'attache aux mots, il veut "suivre l'auteur et son texte" selon le "but" même de l'auteur.
Toujours selon Proclos (Commentaire du Parménide, VI, 1061-1063), Syrianos a été le seul à découvrir le principe de l'interprétation de Parménide de Platon, selon lequel tout ce qui est nié dans la première hypothèse est affirmé dans la deuxième et détermine les ordres divins qui procèdent de l'Un. Dans la première hypothèse, l'Un est affirmé, dans la seconde les dieux subordonnés à l'Un. Il aurait décomposé la seconde hypothèse du Parménide de Platon en quatorze parties correspondant à la procession de tous les degrés de l'être : les trois triades des dieux intelligibles (= l'être), les trois triades des dieux intelligibles-intellectifs (= la vie), les deux triades des dieux intellectifs (= l'intellect), la septième divinité (= la séparation des dieux supérieurs avec les dieux du monde) ; les dieux hypercosmiques (= les chefs), les dieux hypercosmiques-encosmiques (= les dieux détachés du monde), les dieux encosmiques (= les dieux célestes et sublunaires), les âmes universelles, enfin les êtres supérieurs (anges, démons et héros).
Syrianos réfléchit sur le statut de la négation (ἀποφασίς) et de la privation (στέρεσις) en commentant Aristote. C'est ce qui lui permet de dire que la première hypothèse du Parménide en niant affirmait la position de l'Un. La négation est indéfinie et la privation possède un aspect cataphatique. Cela permet de déterminer une sur-essence : l'Un qui n'est pas, n'est pas car il est au-delà de l'être.
Il est marqué par le pythagorisme, surtout par le néopythagorisme de Jamblique (Collection des dogmes pythagoriciens), qui donne une exégèse à plusieurs niveaux (éthique, théologique...) et qui tient les grands poètes comme Homère et Orphée, les grands philosophes comme Pythagore ou Platon pour des "âmes envoyées" par les dieux dans le monde pour sauver l'humanité, faite d'âmes déchues (et non pas envoyées).
Syrianos découpe la réalité en trois niveaux : 1) l'intelligible, le monde des Formes intelligibles ; 2) le discursif, le monde des Formes discursives, qui imite les Formes intelligibles, qui agissent comme des principes démiurgiques ; 3) le sensible.
Olympiodore le Jeune oppose chez les néoplatoniciens les contemplatifs et les théurgistes : « Beaucoup, comme Porphyre et Plotin, préfèrent la philosophie, d'autres, comme Jamblique, Syrianos et Proclos, préfèrent la théurgie (ἱερατική). »

### Ouvrages de Syrianos (vers 435)
- Commentaire sur la Métaphysique d'Aristote, édi. par Wilhelm Kroll : In Aristotelis Metaphysica commentaria, coll. "Commentaria in Aristotelem Graeca" (CAG), Berlin, t. VI, 1, 1902 ; commentaire des livres bêta, gamma, mu, nu, en grec. Trad. an. J. Dillon et D. O'Meara : Syrianus, On Aristotle Metaphysics, Londres, Duckworth and Cornell University Press, coll. "The Ancient Commentators on Aristotle", 2006 ss. Emprunte à Jamblique de Tyr (Collection des dogmes pythagoriciens).
- Commentaire sur la Rhétorique d'Hermogène, édi. par Rabe : In Hermogenem commentaria, Leipzig, 1892-1893, 2 t.
- Commentaire sur le 'Phèdre' de Platon : conservé dans le commentaire de son disciple, Hermias d'Alexandrie : In Platonis Phaedrum Scholia, édi. par P. Couvreur, Paris, 1901, rééd. Hildesheim 1971 (avec des additions de C. Zintzen). Syrianos est influencé par Jamblique.

### Études sur Syrianos
- John Dillon, « Syrianus polémiste : Métaphysique M et N », dans Martin Achard et François Renaud (éds.), Le commentaire philosophique (II), Laval théologique et philosophique, 64.3, 2008, p. 641-649.
- Dominic J. O'Meara, Pythagoras revived, Oxford, Clarendon Paperbacks, 1989, p. 119-141.
- K. Praechter, "Syrianos", in Pauly-Wissowa, Realencyclopädie der classischen Altertumswissenschaft, Stuttgart-Munich, 1893-1972, t. II, 8, p. 1728-1775.
- Henri-Dominique Saffrey, "Comment Syrianus, le maître de l'École néoplatonicienne d'Athènes, considérait-il Aristote ?", Aristoteles Werk and Wirkung Paul Moraux gewidmet, 2. Bd., hrsg. v. Jürgen Wiesner, Berlin, éd. Walter de Gruyter, 1987, pp. 205-214.
- A. Sheppard, Monad and Dyad as Cosmic Principles in Syrianus, in H. Blumenthal et A. Lloyd (édi.), Soul and the Structure of Being in Late Neoplatonism, Liverpool, 1982, p. 1-14.

- R. L. Cardullo, Siriano. Esegeta di Aristotele, t. I, Florence, 1995.
- Raoul Mortley, From Word to Silence II. The Way of Negation, Christian and Greek, vol. 2, Theophaneia 31 (Bonn: P. Hanstein, 1986).